# Ján Kozák (labdarúgó, 1954)
Ján Kozák (Hernádmáté, 1954. április 17. –) Európa-bajnoki bronzérmes csehszlovák válogatott szlovák labdarúgó, edző.

## Fordítás
- Ez a szócikk részben vagy egészben  a   Ján Kozák (footballer, born 1954) című angol Wikipédia-szócikk fordításán alapul.  Az eredeti cikk szerkesztőit annak laptörténete sorolja fel. Ez a jelzés csupán a megfogalmazás eredetét és a szerzői jogokat jelzi, nem szolgál a cikkben szereplő információk forrásmegjelöléseként.